# Eugalta mayanki
Eugalta mayanki là một loài tò vò trong họ Ichneumonidae.